# Lamas (Miranda do Corvo)
Lamas ist eine Gemeinde (Freguesia) im portugiesischen Kreis Miranda do Corvo. In ihr leben 771 Einwohner (Stand 19. April 2021).